# Frieseomelitta francoi
Frieseomelitta francoi är en biart som först beskrevs av Jesus Santiago Moure 1946.  Frieseomelitta francoi ingår i släktet Frieseomelitta och familjen långtungebin. Inga underarter finns listade i Catalogue of Life.